# Serenata nostàlgica
Serenata nostàlgica (títol original en anglès: Penny Serenade) és una pel·lícula estatunidenca dirigida per George Stevens el 1941. Ha estat doblada al català.

## Argument
Un jove (Cary Grant) passa davant una botiga de discos i veu una bonica dona i troba un mitjà per enamorar-la. Més tard es casen. És periodista i és traslladat al Japó. Vol seguir-lo, accepta, i hi tenen una bonica casa. Ella vol un fill, Mentre ell no té no en té gaires ganes. Acaba acceptant. Queda embarassada, però un desgraciat terratrèmol li fa tenir un avortament. Ja no podrà tenir fills. Cary és, a la pel·lícula, una mica somniador i obre una impremta i intenta llançar el seu propi diari. Perd molts diners i no té cap ingrés. Acaben decidint adoptar un nen. Fan creure que tenen uns bons ingressos al servei d'adopció per tenir un nen el més de pressa possible. Demanen per un noi d'ulls blaus i cabells arrissats de dos anys. Hauran d'esperar molt de temps per aquesta demanda. La senyora de l'adopció els confia poc temps després una noia. Volien tanmateix tenir un noi, però una altra parella té la prioritat sobre ells. Llavors, acaben acceptant. Un any més tard, han de passar davant un jutge per saber si poden adoptar-la definitivament. Assabentant-se dels ingressos de la família, el jutge no vol confiar-los la petita. Llavors, Grant troba arguments molt commovedors per adoptar-la, arguments que fan fondre fins i tot les ànimes menys sensibles.
Acaba adoptant la petita. Al cap de vuit anys, la noia mor a causa d'una malaltia fulminant. Grant es comporta com un estrany en el seu cercle i fuig. La seva dona escriu una carta a la dona del servei d'adopció per anunciar la mala notícia. Més tard, es prepara a marxar quan Cary Grant entra a la casa familiar. El telèfon sona, i l'encantadora senyora del servei d'adopció els anuncia que un paquet ha arribat. Un nen de dos anys, arrissat, d'ulls blaus, està a punt per ser adoptat. S'han de donar pressa, ja que una altra parella té la prioritat sobre ells.

## Repartiment
- Irene Dunne: Julie Gardiner Adams, la venedora d'una botiga de discos que es casa amb Roger
- Cary Grant: Roger Adams, el director d'un diari de província, el seu marit
- Beulah Bondi: Miss Oliver, la directora de l'associació d'adopció
- Edgar Buchanan: Applejack Carney, l'amic des Adams, l'impressor del diari
- Ann Doran: Dotty 'Dot', l'amiga de Julie
- Eva Lee Kuney: Trina Adams, la filla adoptiva des Adams als 6 anys
- Leonard Willey: El Doctor Hartley
- Wallis Clark: el jutge
- Walter Soderling: Billings
- Baby Jane Biffle: Trina Adams, la filla adoptiva des Adams a l'any
- Dorothy Adams (no surt als crèdits): la mare en el cotxe qui s'ha calat
- Otto Han (no surt als crèdits): Sam, el cuiner
- Henry Dixon (no surt als crèdits): el vell impressor
- Frank Mills (no surt als crèdits): l'impressor galtut
- Bess Flowers (no surt als crèdits): una mare

## Nominacions
- 1942: Oscar al millor actor per Cary Grant